# Pozorování oblohy

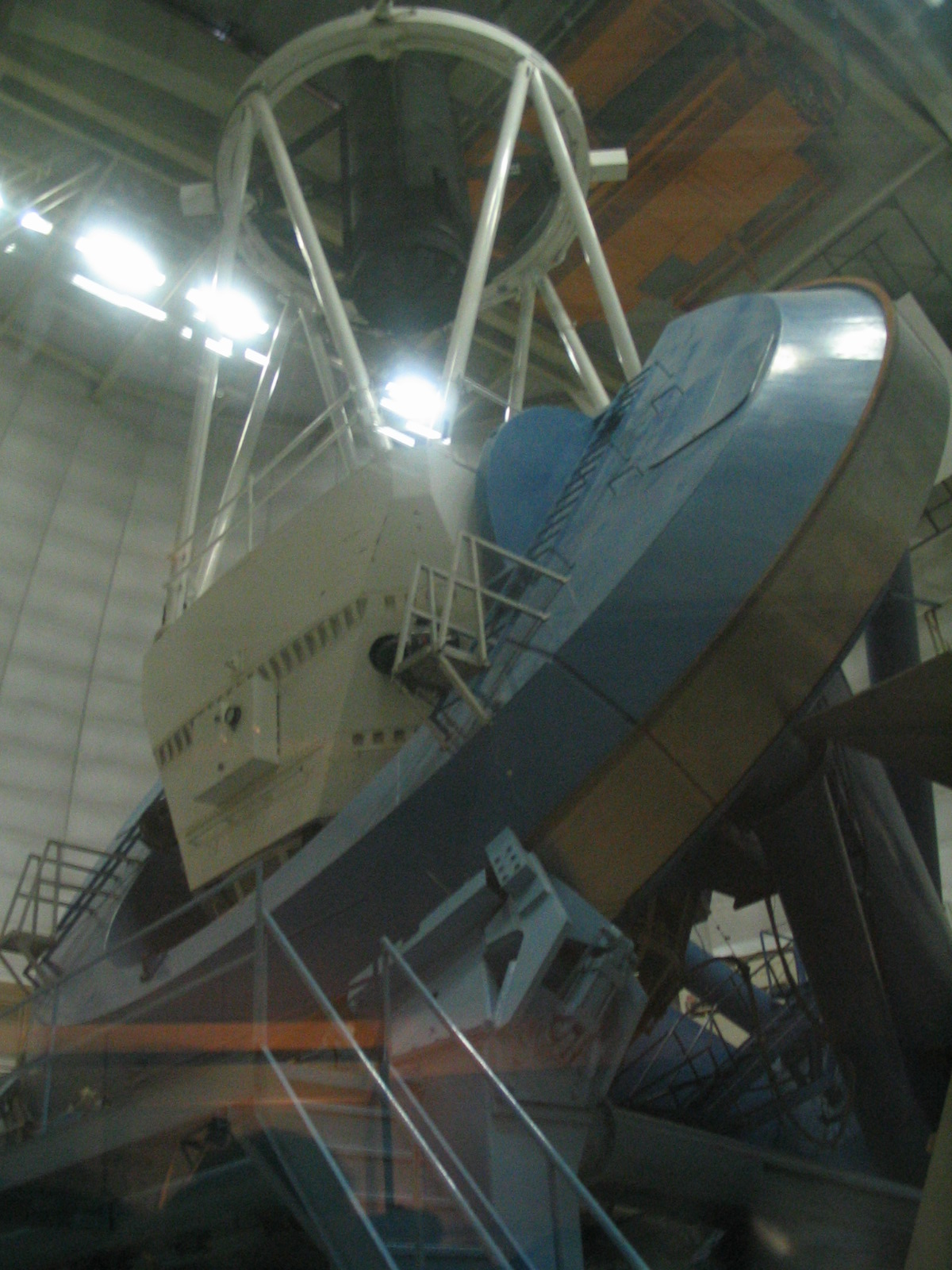
Dalekohled v observatoři Kitt Peak

Pozorování oblohy je základní forma astronomického pozorování. Pozorovat lze opticky viditelné světelné barevné spektrum (pomocí klasických dalekohledů nebo i pouhým okem), nebo jiné formy elektromagnetického záření.

## Pozorování ve dne
Některé astronomické objekty lze pozorovat i na denní obloze. Běžně se pozoruje třeba Slunce, samozřejmě s ochrannými pomůckami, aby nedošlo k poškození zraku. Často lze ve dne pozorovat i Měsíc. V některých obdobích lze pozorovat za denního světla i Venuši, a to dokonce i pouhým okem třeba v poledne. Dalším objektem je třeba Jupiter, ten lze pozorovat prostým okem ve dne pouze v době, kdy je Slunce těsně u obzoru, je čistá obloha, je dostatečně úhlově daleko od Slunce a je dostatečně vysoko nad obzorem. V ostatních případech ho lze někdy najít již pomocí triedru. Triedrem ho lze spatřit někdy i v poledne, ale je to dost obtížné a navíc musí být splněny výjimečně dobré pozorovací podmínky. Triedry a malými dalekohledy lze za dobrých pozorovacích podmínek pozorovat ve dne i hvězdy okolo 0 mag a jasnější jako třeba Sirius, Arcturus, Vega, Capella atd.